# Европско првенство у атлетици на отвореном 1938 — 400 метара за мушкарце
Трка на 400 м у мушкој конкуренцији на 2. Европском првенству у атлетици 1938. у Паризу одржана је 3. и 4. септембра на стадиону Коломб у Паризу.
Титулу освојену у Торину 1934, није бранио Адолф Мецнер из Немачке.

## Земље учеснице
Учествовало је 17 такмичара из 13 земаља.
1. Албанија (1)
2. Белгија (1)
3. Италија (1)
4. Југославија (1)
5. Луксембург (1)
6. Мађарска (2)
7. Немачка (1)
8. Уједињено Краљевство (2)
9. Финска (1)
10. Француска (2)
11. Холандија (1)
12. Швајцарска (1)
13. Шведска (2)

## Рекорди
| Рекорди пре почетка Европског првенства 1938. | Рекорди пре почетка Европског првенства 1938. | Рекорди пре почетка Европског првенства 1938. | Рекорди пре почетка Европског првенства 1938. | Рекорди пре почетка Европског првенства 1938. |
| --------------------------------------------- | --------------------------------------------- | --------------------------------------------- | --------------------------------------------- | --------------------------------------------- |
| Светски рекорд                                | Арчи Вилијамс САД                             | 46,1                                          | Берлин, Нацистичка Немачка                    | 19. јун 1936.                                 |
| Европски рекорд                               | Годфри Браун Уједињено Краљевство             | 46,7                                          | Берлин, Нацистичка Немачка                    | 7. август 1936.                               |
| Рекорди европских првенстава                  | Адолф Мецнер, Немачка                         | 47,9                                          | Берн, Швајцарска                              | 26. август 1954.                              |
| Рекорди после Европског првенства 1938.       |                                               |                                               |                                               |                                               |
| Рекорди европских првенстава                  | Годфри Браун Уједињено Краљевство             | 47,4                                          | Париз, Француска                              | 4. септембар 1938.                            |

## Освајачи медаља
|                                   |                          |                     |
| Годфри Браун Уједињено Краљевство | Карл Баугартен Холандија | Ерих Линхоф Немачка |

## Резултати

### Квалификације
Такмичење је одржано 3. септембра са почетком у 17.30. У финале су се пласирала по прва двојица из све три полуфиналне групе (КВ)
| Место | Група | Атлетичар             | Земља                | Резултат | Бел. |
| ----- | ----- | --------------------- | -------------------- | -------- | ---- |
| 1.    | 3     | Арне Тамисто          | Финска               | 48,3     | КВ   |
| 1.    | 3     | Карл Баугартен        | Холандија            | 48,3     | КВ   |
| 3.    | 1     | Годфри Браун          | Уједињено Краљевство | 48,4     | КВ   |
| 4.    | 1     | Јанош Геркои          | Мађарска             | 49,2     | КВ   |
| 4.    | 2     | Ерих Линхоф           | Немачка              | 49,2     | КВ   |
| 6.    | 1     | Џон Хорсфал           | Уједињено Краљевство | 49,5     |      |
| 6.    | 3     | Жозеф Бертолино       | Француска            | 49,5     |      |
| 8.    | 3     | Бертил фон Вахенфелт  | Шведска              | 49,7     | КВ   |
| 9.    | 1     | Карл-Хенрих Густавсон | Шведска              | 49,8     |      |
| 10.   | 2     | Отавио Мисони         | Италија              | 50,3     |      |
| 10.   | 1     | Жорж Мер              | Швајцарска           | 50,3     |      |
| 13.   | 3     | Пјер Смет             | Белгија              | 50,4     |      |
| 13.   | 2     | Жан Серути            | Француска            | 50,6     |      |
| 14.   | 2     | Фери Плетершек        | Југославија          | 52,3     |      |
| 15.   | 1     | Абдиљ Келези          | Албанија             | 55,0     |      |
| 16.   | 3     | Чарлс Стајн           | Луксембург           | РН       |      |
|       | 2     | Јожеф Вадаш           | Мађарска             | ДИСК     |      |

### Финале
Финале је одржано 4. септембра у 15.10.
| Место | Атлетичар            | Земља                | Резултат | Бел. |
| ----- | -------------------- | -------------------- | -------- | ---- |
|       | Годфри Браун         | Уједињено Краљевство | 47,4     | РЕП  |
|       | Карл Баугартен       | Холандија            | 48,2     |      |
|       | Ерих Линхоф          | Немачка              | 48,8     |      |
| 4.    | Јанош Геркои         | Мађарска             | 48,9     |      |
| 5.    | Арне Тамисто         | Финска               | 49,1     |      |
| 6.    | Бертил фон Вахенфелт | Шведска              | 50,0     |      |

## Укупни биланс медаља у трци на 400 метара за мушкарце после 2. Европског првенства 1934—1938.
|    | Земља                |   |   |   |   |
| -- | -------------------- | - | - | - | - |
| 1. | Немачка              | 1 | 0 | 1 | 2 |
| 2. | Уједињено Краљевство | 1 | 0 | 0 | 1 |
| 3. | Француска            | 0 | 1 | 0 | 1 |
| 3. | Холандија            | 0 | 1 | 0 | 1 |
| 4, | Шведска              | 0 | 0 | 1 | 1 |
|    | Укупно {4}           | 2 | 2 | 2 | 6 |

|                                       | Атлетичар                             | Земља                                 |                                       |                                       |                                       |                                       |
| Није био вишеструких освајача медаља. | Није био вишеструких освајача медаља. | Није био вишеструких освајача медаља. | Није био вишеструких освајача медаља. | Није био вишеструких освајача медаља. | Није био вишеструких освајача медаља. | Није био вишеструких освајача медаља. |
| ------------------------------------- | ------------------------------------- | ------------------------------------- | ------------------------------------- | ------------------------------------- | ------------------------------------- | ------------------------------------- |